# Gumelar Lor
Gumelar Lor is een bestuurslaag in het regentschap Banyumas van de provincie Midden-Java, Indonesië. Gumelar Lor telt 1986 inwoners (volkstelling 2010).